# Zusmarshausen
Zusmarshausen település Németországban, azon belül Bajorországban. Lakosainak száma 6620 fő (2023. december 31.).

## Népesség
A település népessége az elmúlt években az alábbi módon változott:
| Lakosok száma | 966  | 1822 | 2114 | 4803 | 6085 | 6121 | 6281 | 6332 | 6465 | 6620 |
|               | 1875 | 1950 | 1975 | 1987 | 2012 | 2014 | 2016 | 2017 | 2021 | 2023 |

## Híres szülöttjei
- Raif Husic labdarúgó